# Visočica
Visočica is een heuvel in Bosnië en Herzegovina. Over de heuvel wordt beweerd dat het in feite een piramide is. Dit wordt door geologen en archeologen verworpen.
Visočica ligt ten noordwesten van Sarajevo, dicht bij Visoko. De heuvel is 213 meter hoog en heeft zijden die met 45° omhoog lopen.

## Pseudowetenschappelijke theorieën betreffende piramides
In oktober 2005 maakte de Bosnische auteur en amateurarcheoloog Semir Osmanagić bekend dat hij, samen met een team van archeologen uit Australië, Oostenrijk, Bosnië, Schotland en Slovenië, na onderzoek tot de conclusie was gekomen dat Visočica geen natuurlijke uitstulping, maar een door mensen gecreëerd bouwwerk is. Het zou bestaan uit een stenen overkapping, die zodanig glad is dat het volgens hen onmogelijk natuurlijk kan zijn ontstaan, met daarin ten minste één tunnel van zo'n 3,8 kilometer. Die tunnel heeft een aantal zijtunnels naar links en rechts. Satellietfoto's zouden nog twee kleinere piramides (de maanpiramide en de draakpiramide) aantonen, waar de tunnels uit Visočica mogelijk naartoe zouden leiden. Volgens de theorie van Osmanagić zouden de piramiden zijn gemaakt door pre-Illyrische bewoners van de Balkan.
Alle wetenschappelijke onderzoeken sinds 2005 hebben geconcludeerd dat de Visočica-heuvel en de omliggende heuvels natuurlijke geologische formaties zijn die bekendstaan als een flatirons, en geen enkele wetenschappelijke studie heeft het bestaan van door de mens gemaakte piramides in Bosnië aangetoond. Gerenommeerde archeologen hebben kritiek geuit op de Bosnische autoriteiten voor het ondersteunen van de piramide-theorie van Osmanagić.
Critici wijzen erop dat Semir Osmanagić eerder onder meer schreef dat overlevenden van Atlantis piramides zouden hebben gebouwd in Centraal-Amerika en dat Hitler in 1945 is ontsnapt naar Antarctica.
Een aantal wetenschappers is niet erg te spreken over de manier waarop het onderzoeksteam van Osmanagić met de piramide van Visoko, door Osmanagić de Zonnepiramide genoemd, omgaat. Volgens archeologen van onder andere de Pennsylvania State University en de Universiteit van Sarajevo maakt de amateurarcheoloog historische en/of natuurschatten uit de omgeving bij zijn onderzoek kapot.

### Piramide van de zon

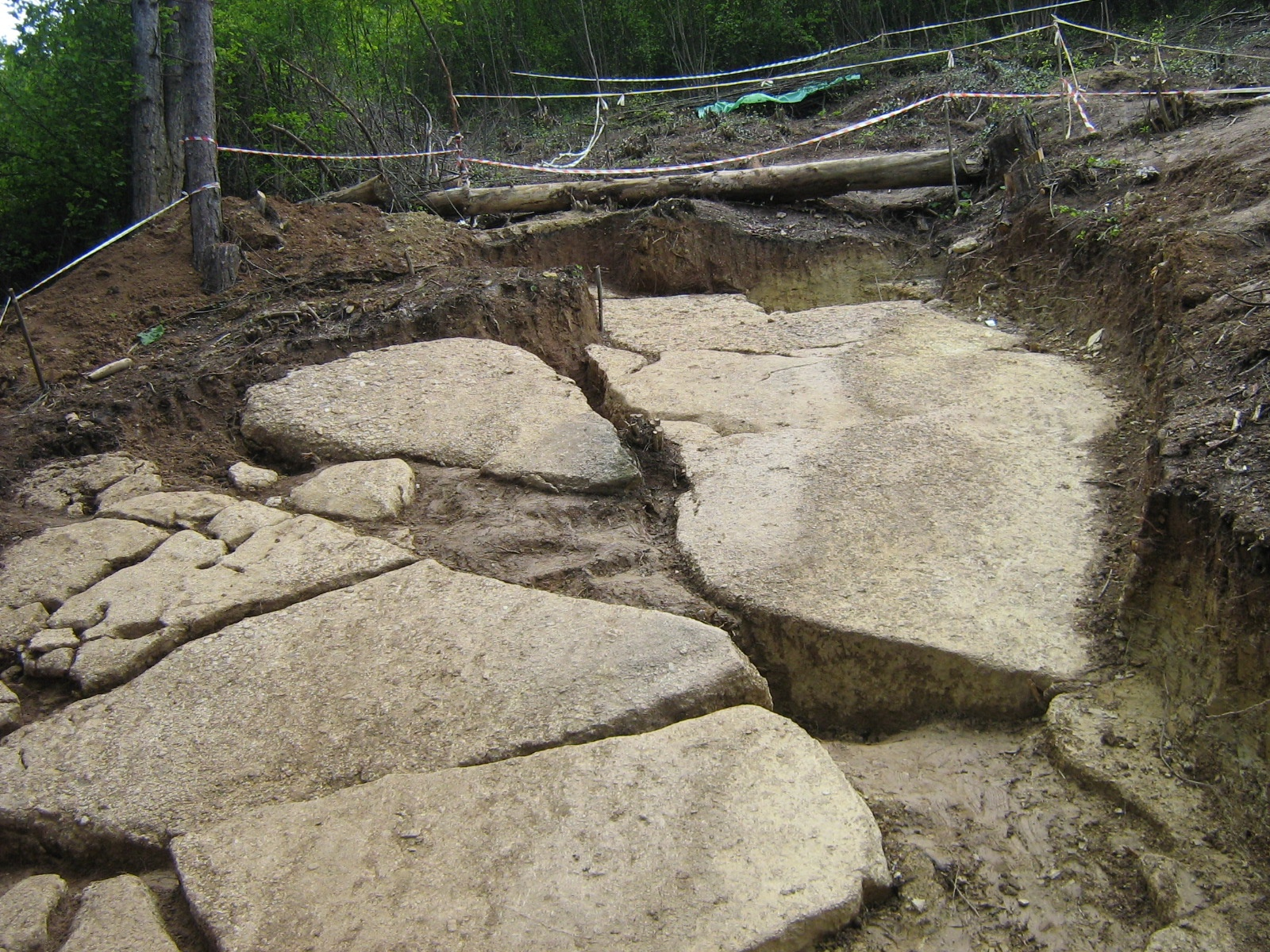
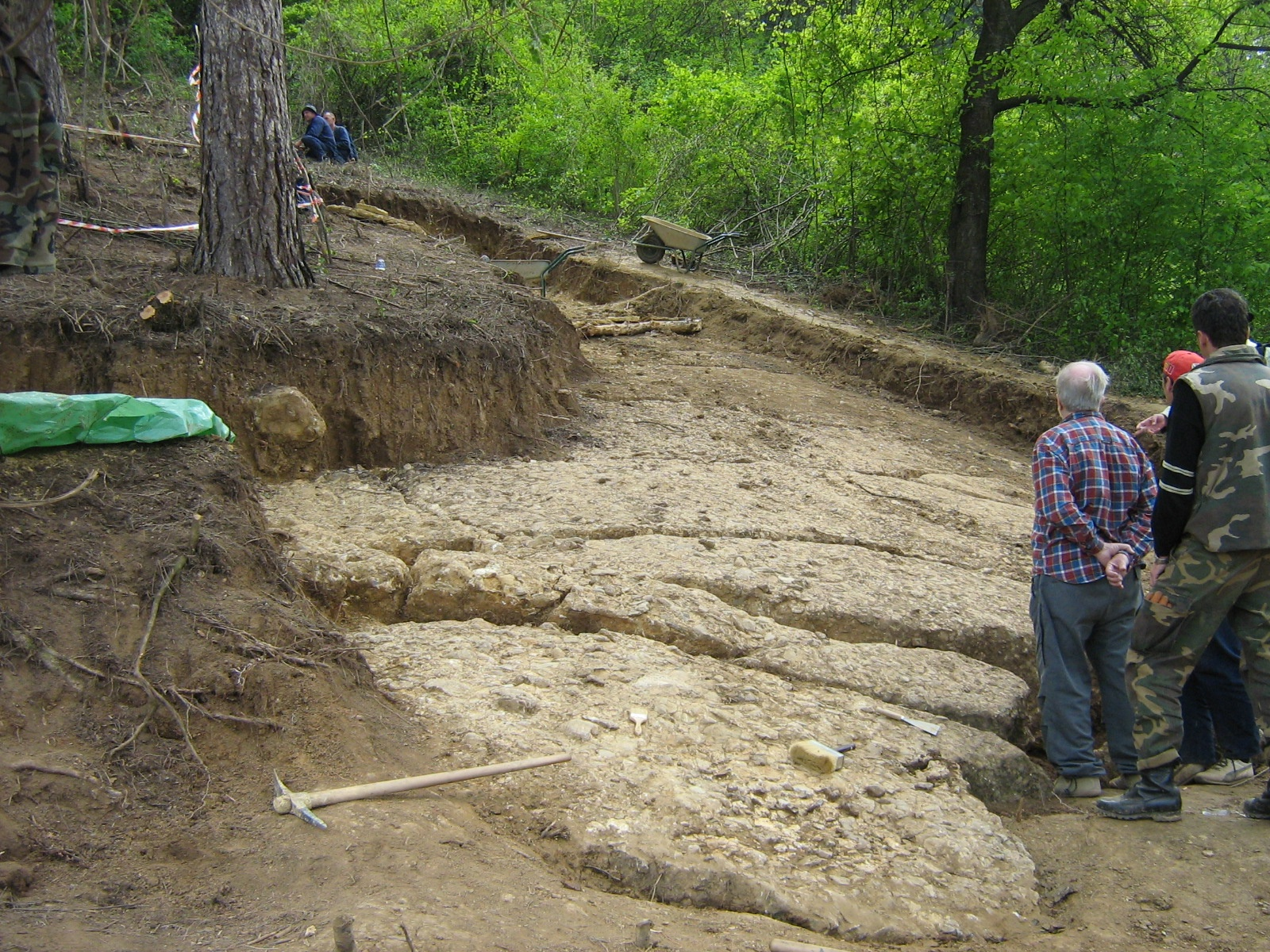
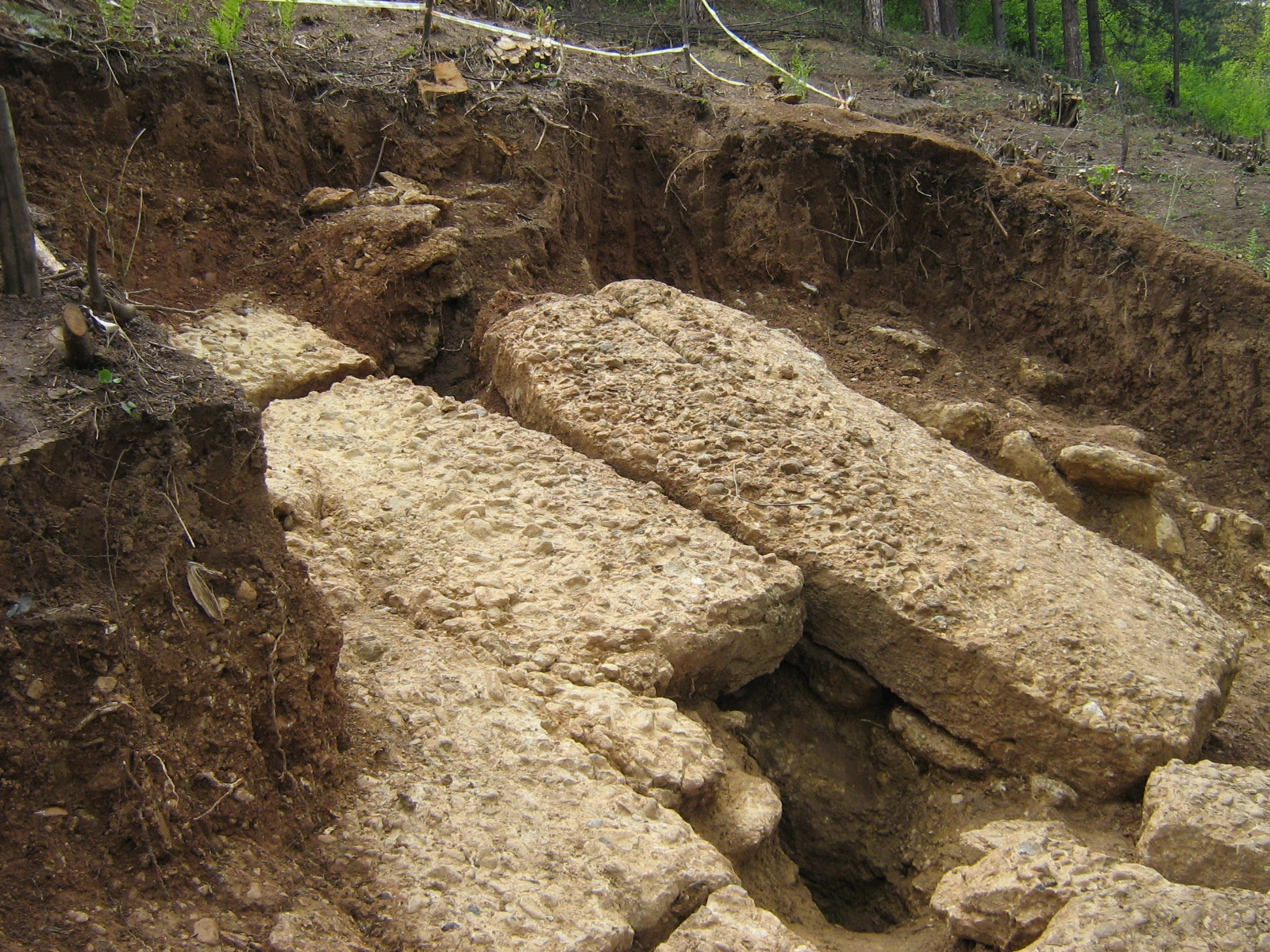
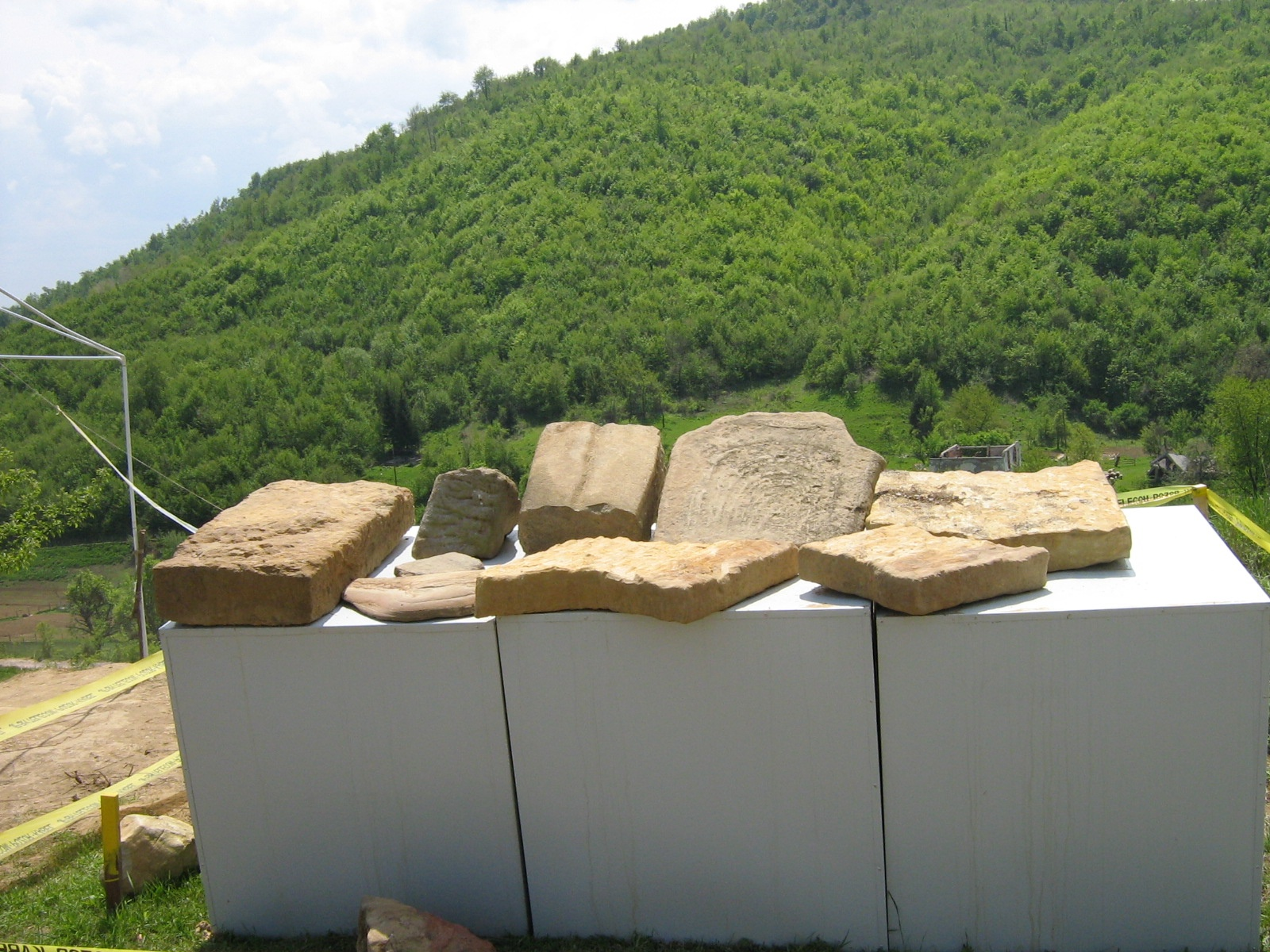